# Phytocoris bituberis
Phytocoris bituberis är en insektsart som beskrevs av Stonedahl 1988. Phytocoris bituberis ingår i släktet Phytocoris och familjen ängsskinnbaggar. Inga underarter finns listade i Catalogue of Life.